# Grombach
Grombach ist ein Dorf im Landkreis Heilbronn, das seit dem 1. Januar 1973 zur Stadt Bad Rappenau im Bundesland Baden-Württemberg gehört.

## Geographie

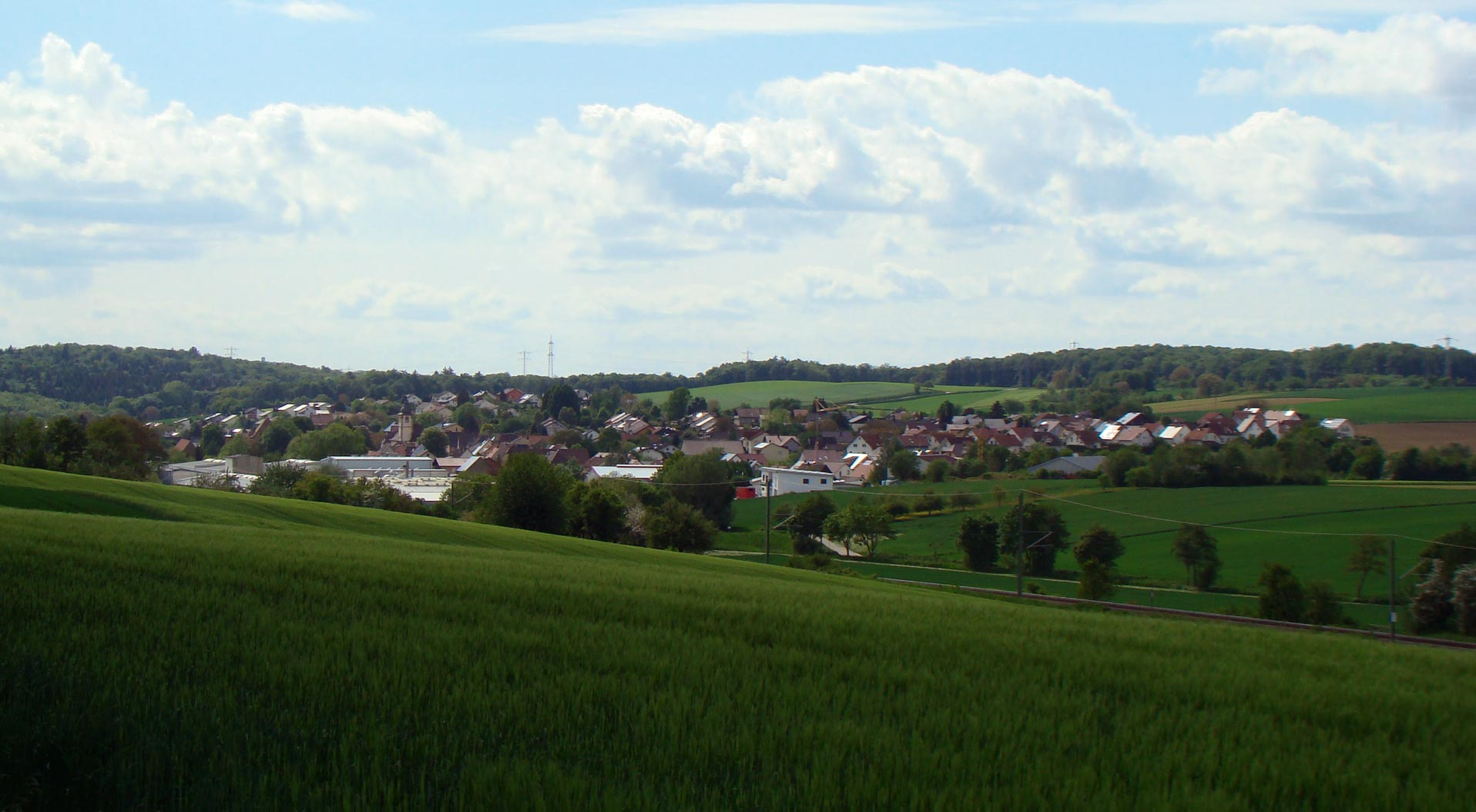
Blick auf Grombach

Der Ort liegt rund neun Kilometer westlich von Bad Rappenau in der Hügellandschaft des Kraichgaus im Tal des oberen Insenbaches, der im östlichen Teil der Gemarkung entspringt und sieben Kilometer westlich des Dorfes in die Elsenz mündet.

## Geschichte

### Frühe Geschichte und erste Erwähnung

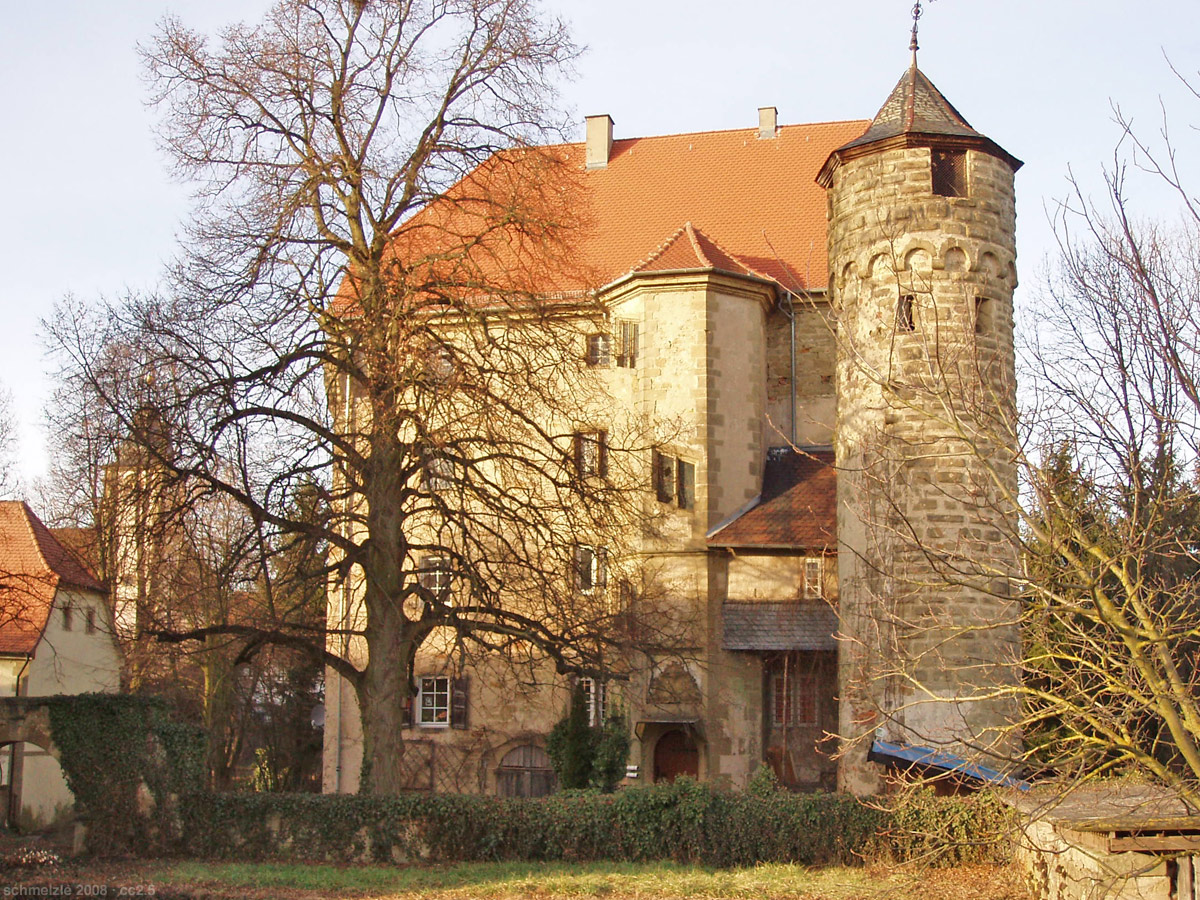
Schloss Grombach geht auf eine Wasserburg aus dem 13. Jahrhundert zurück

Wie auch die einiger anderer Stadtteile von Bad Rappenau lag die Gemarkung des heutigen Grombach zur Römerzeit im damals dicht bewaldeten Versorgungsgebiet der längs des Neckars angelegten römischen Kastelle (siehe Neckar-Odenwald-Limes).  Reste eines antiken Wirtschaftshofes (Villa rustica) wurden im Jahr 1830 westlich des Dorfes in der Schelmenklinge gefunden.
Der Ort wird erstmals in einer Urkunde von 856 als villa Gruonbahc erwähnt, der Name bedeutet frischer (althochdeutsch: gruoni) Bach, bezeichnet also ein fließendes Gewässer. Mit dieser Urkunde, die sich später als Fälschung herausstellte, aber im 10. Jahrhundert bestätigt wurde, übertrug König Ludwig der Deutsche dem Bischof von Worms die Gerichtsbarkeit im Bezirk um Wimpfen im Tal. Das Stift Wimpfen erlangte bis zum 13. Jahrhundert Besitz am Ort, darunter fünf Höfe, die der Stiftskanoniker Burkhard von Hall in einer Chronik um 1295 erwähnte. Außerdem stand die 1330 erstmals erwähnte Grombacher Kirche unter dem Patronat des Stifts.
Im 13. Jahrhundert ist ein eigener Ortsadel nachgewiesen, der seinen Sitz wohl schon damals in der Wasserburg am südöstlichen Rand des Dorfes hatte.

### Freiadeliges Ritterdorf

Stephan von Venningen (hier auf einem Fresko von 1516 mit dem hl. Georg) kaufte Grombach 1498

1337 bestätigte der Speyerer Bischof Gerhard von Ehrenberg, als Lehnsherr, dem Domherrn Ulrich von Württemberg († 1348) den lebenslangen Besitz von Burg und Dorf Grombach. Schon um 1330 kamen die Herren von Helmstatt in den Lehensbesitz der fünf Grombacher Höfe des Stifts Wimpfen, in einem durch den Wormser Bischof Gerlach genehmigten Tausch gegen Zehntanteile an ihrem Hauptsitz in Bischofsheim. Während die Höfe jedoch bereits 1348 als Wormser Lehen an die Herren von Ehrenberg kamen und seitdem Ehrenberger Höfe genannt wurden, erlangten die Helmstatt Allodialbesitz im restlichen Ort und bewohnten wohl nach 1348 auch zeitweise die Wasserburg.
Erhard von Helmstatt († 1514) verkaufte 1498 das Dorf mit Burg und Hoheitsrechten an Stephan von Venningen († 1530) aus der Neidenstein-Zuzenhausener Linie der Herren von Venningen. Die Burg wurde 1504 im Landshuter Erbfolgekrieg schwer beschädigt und möglicherweise auch im Bauernkrieg 1525 nochmals in Mitleidenschaft gezogen. Nach dem Tode Stephans von Venningen kam der Ort 1530 zunächst an dessen Bruder Conrad von Venningen († 1532). Nach dessen Tod teilten seine Söhne Erasmus und Christoph den Besitz, wobei Grombach 1542 an Christoph von Venningen († 1545) kam, der den Ort reformierte und wohl auch 1544 den Wiederaufbau der Burg abschloss. Grombach zählte zu den freiadeligen Ritterorten im 1547 gegründeten Ritterkanton Kraichgau. Nach dem Erlöschen der Grombacher Venningen im Mannesstamm mit Friedrich von Venningen 1578 kam der Ort über dessen Töchter zunächst in zwei Hälften, ab 1613 in einer Hand an die Herren von Flersheim.

### Rheinische Herrschaft im Dreißigjährigen Krieg

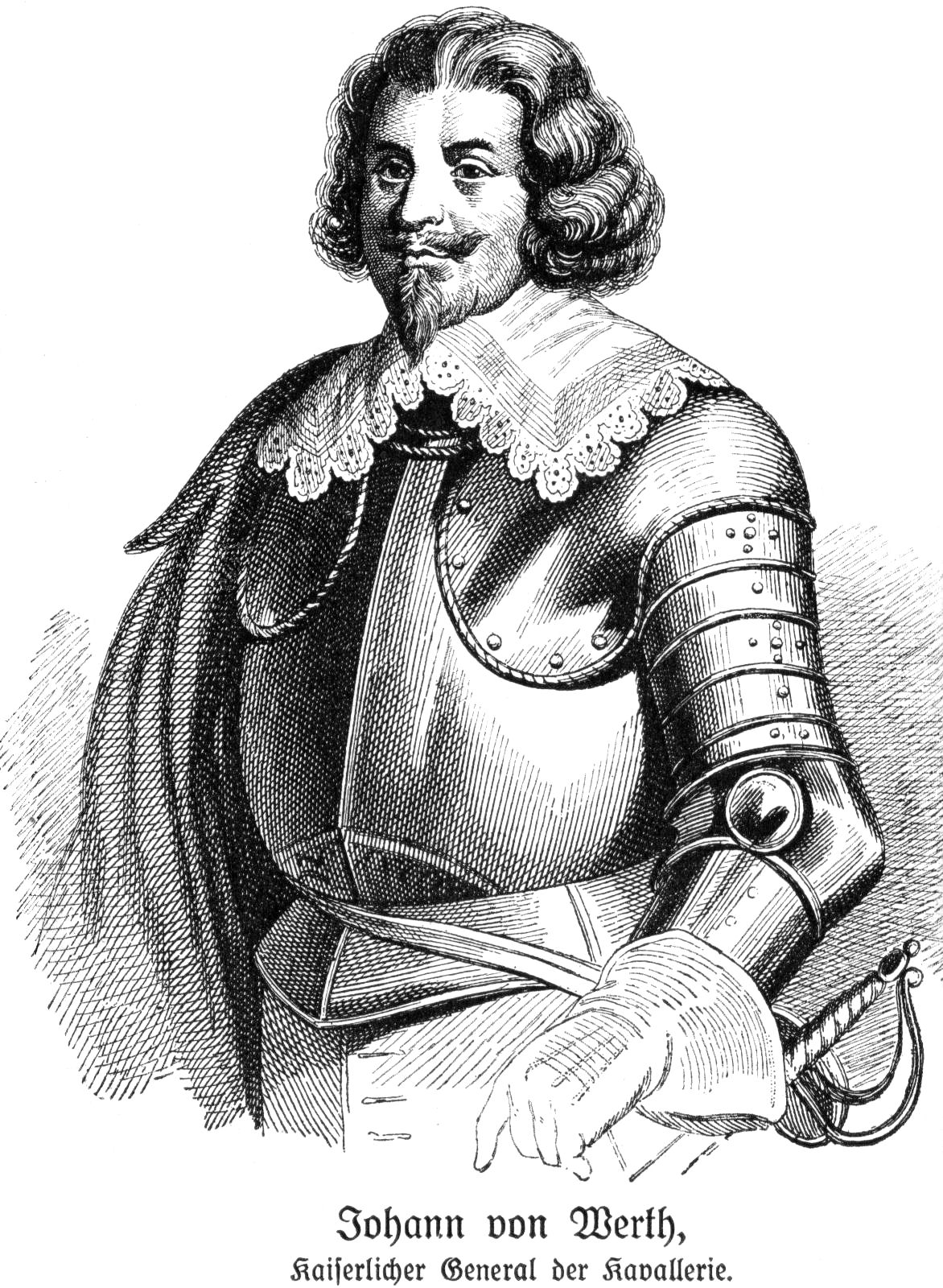
Johann von Werth, Besitzer Grombachs von 1642 bis 1652

Im Dreißigjährigen Krieg, insbesondere während des böhmisch-pfälzischen Krieges 1618 bis 1623, hatte Grombach wie alle umliegenden Orte an Truppendurchzügen und den Auswirkungen naher Schlachten wie der Schlacht bei Wimpfen 1622 zu leiden. Der Ort war zunehmend entvölkert. 1626 gab es noch 64 Untertanen. Nach dem Tod zweier kinderloser Flersheim-Brüder kam Grombach an deren Schwester Catharina Magdalena von Flersheim († 1656), die mit Wolfgang Boos von Waldeck verheiratet war und Grombach im Februar 1642 – inzwischen war der Ort durch die Kriegsgeschehnisse völlig verwüstet und es gab nur noch fünf Untertanen – über Heinrich von Metternich an den zu dieser Zeit noch in Kriegsgefangenschaft befindlichen bayerischen Reitergeneral Johann von Werth (1591–1652) verkaufte. Der aus der Gegend um Köln stammende Werth war bereits 1636 für militärische Erfolge im Elsass durch den bayerischen Kurfürsten Maximilian I. mit den nach der Besetzung der Pfalz konfiszierten ehemaligen Helmstattschen Lehen in den nahen Orten Ober- und Untergimpern sowie Berwangen belehnt worden und vergrößerte mit Grombach, 1644 auch noch mit Mückenloch, seinen süddeutschen Besitz.
Werth war erstmals 1643 selbst in Grombach und erließ 1644 eine Dorfordnung für den weiterhin nahezu entvölkerten Ort, der mit Werth oder eventuell schon zuvor mit den Boos von Waldeck auch wieder katholisch geworden war. Gegen Ende des Dreißigjährigen Krieges waren Werths Besitztümer im Kraichgau vom französischen Kommandanten der Festung Philippsburg konfisziert, doch erlangte Werth bis 1649 den Besitz in Grombach zurück (nicht aber die von Maximilian schon 1647 wieder eingezogenen und nach Kriegsende 1648 an die Helmstatt rückerstatteten Kurpfälzer Lehen). Die Ehrenberger Höfe in Grombach bildeten unterdessen immer noch einen Sonderfall, sie fielen nach dem Aussterben der Herren von Ehrenberg 1647 an das Bistum Worms zurück.
Nach Werths Tod im Jahr 1652 und der Klärung von Erbstreitigkeiten kam Grombach mit anderen rheinischen Besitztümern 1655 an Werths Tochter Lambertina und deren Gemahl Winand Hieronymus Reichsfreiherr Raitz von Frentz. Die Raitz von Frentz siedelten insbesondere katholische Neusiedler an und mühten sich um die Rekultivierung der brachliegenden rund 1200 Morgen Äcker und Güter, auch ließen sie das Schloss renovieren und erbauten eine Mühle. 1687 gab es wieder rund 250 Einwohner. Der Aufschwung wurde jedoch durch den Pfälzischen Erbfolgekrieg ab 1688 gebremst, in dessen Folge das nahe Sinsheim und andere Orte im Elsenzgebiet 1689 niedergebrannt wurden und der gesamte Kraichgau in den nachfolgenden Jahren unter häufigen Truppendurchzügen zu leiden hatte. Vermutlich kam auch wieder das Grombacher Schloss zu Schaden, da es trotz der vorangegangenen Raitzschen Renovierungen um 1692 bereits wieder verfallen war.

### Erneuter Besitz der Herren von Venningen
Die Herren von Venningen-Eichtersheim hatten seit 1672, vertreten von Eberhard Friedrich von Venningen (1642–1710) vor dem Reichskammergericht versucht, alte Ansprüche auf Grombach geltend zu machen. 1697 und 1702 erhielten die Brüder Eberhard Friedrich, Philipp Egolph und Augustin von Venningen dann auch gegen den Widerstand der Raitz von Frentz, deren letzte Klage erst 1761 abgewiesen wurde, den Ort wieder zugesprochen. Zwei der drei Brüder, die alle zwischen 1708 und 1713 starben, waren protestantisch, so dass sich im Ort künftig auch wieder lutherische Familien ansiedelten. Religiöse Streitereien blieben bis in die Zweite Hälfte des 18. Jahrhunderts nicht aus. Die Kirche des Ortes wurde ab 1715 als Simultankirche genutzt. Sie war bald zu klein und wurde 1759 durch Schultheiß und Baumeister Johann Peter Moll vergrößert.
Durch Erbteilung unter den Venningen kam Grombach teilweise im Besitz des Christoph Friedrich von und zu der Thann (1697–1785) aus dem Ritterkanton Rhön-Werra, bevor spätestens 1770 Carl Philipp von Venningen (1728–1797) den gesamten Besitz an Grombach wieder auf sich vereinte. Er ließ abermals das Schloss erneuern und von Schultheiß und Baumeister Franz-Joseph Remlinger ab 1785 die neue evangelische Kirche und den Grombacher Friedhof errichten.

### Badische Landgemeinde
Nach Auflösung der Ritterschaft wurde Grombach 1806 badisch. Nach dem Verlust der Ortsherrschaft blieben die Freiherren von Venningen die wichtigsten Grundbesitzer am Ort. 1811 erwarben sie auch die einstigen Ehrenberger Höfe. Die Grombacher Linie der Freiherren von Venningen hatte mit Friedrich Anton von Venningen (1765–1832) inzwischen ihren Lebensmittelpunkt nach München verlegt. Sein ältester Sohn Karl Theodor von Venningen (1806–1874) trat über Großtante und Großmutter das Erbe der Ullner von Diepurg an und nannte sich Freiherr von Venningen, genannt Ullner von Diepurg. Er übernahm 1832 die Verwaltung des Familienbesitzes bei Grombach und war einige Jahre mit der englischen Adligen Jane Digby verheiratet. In dieser Zeit wurde das Grombacher Schloss nochmals modernisiert. Allerdings verzog Karl Theodor von Venningen-Ullner 1840 nach Eichtersheim. Bald darauf wurde das Schlossgut an die Zuckerfabrik Waghäusel verpachtet und seitdem nicht mehr von der Besitzerfamilie bewohnt.
Um 1825 hatte der rein landwirtschaftlich geprägte Ort rund 750 Einwohner. Unter diesen waren auch etwa 40 Juden, die sich seit dem Dreißigjährigen Krieg in Grombach niedergelassen haben. Die Jüdische Gemeinde Grombach zählte ab 1827 zum Bezirksrabbinat Sinsheim und erbaute 1840 eine Synagoge in der Dorfmitte.
Im Lauf des 19. Jahrhunderts setzte in Grombach und den meisten umliegenden Orten eine starke Auswanderung, vor allem nach Nordamerika, ein. Die Gründe für die Auswanderung waren wirtschaftlicher Natur. Die Realerbteilung machte den ansässigen Landwirten das Leben schwer, die wenigen Handwerksbetriebe fanden in der kleinen Gemeinde gerade ihr Auskommen und sonstige Arbeitsplätze boten nur das Schlossgut und die Steinbrüche sowie die Lehmgruben und die Ziegelei.
1886 wurde Grombach durch den Bau der Elsenztalbahn im Insenbachtal an die Eisenbahnverbindung von Heidelberg nach Jagstfeld angeschlossen. 1889 erhielt der Ort sein heutiges Schulhaus, das zwei alte Gebäude der Konfessionsschulen abgelöst hat.
Während die Zahl der Auswanderer allmählich abnahm, stieg bald die Zahl derer, die in die industrialisierten Städte der Umgebung abwanderten. Die Eisenbahn, die andernorts die Entwicklung begünstigte, wirkte sich auf Grombach kaum aus. Das Arbeitsplatzangebot blieb knapp und in der Gemeinde gab es im frühen 20. Jahrhundert kaum eine Entwicklung. In der zweiten Hälfte der 1920er Jahre wurde eine Kochschule errichtet, die Kanalisation angelegt und der Insenbach begradigt. An den Ortsausgängen entstanden einige wenige neue Häuser. Das Bezirksamt Sinsheim forderte 1928 einen Ortsbauplan, den der Grombacher Gemeinderat jedoch wegen der ungünstigen wirtschaftlichen Verhältnisse ablehnte. Auch die Gründung einer Freiwilligen Feuerwehr scheiterte 1928 noch und konnte erst knapp zehn Jahre später verwirklicht werden.
Die Einwohnerzahl fiel bis 1939 auf 601 Personen. Auch unter den Grombacher Juden waren viele aus- oder abgewandert. 1933 gab es noch 20 Juden in Grombach, von denen nochmals mehr als die Hälfte bis 1938 den Ort verlassen hatten. Die jüdische Gemeinde wurde mangels Mitgliedern 1937 aufgelöst, die Synagoge in der Reichspogromnacht demoliert. Die letzten sieben Juden aus Grombach wurden 1940 nach Gurs deportiert und die meisten von ihnen später in Vernichtungslagern ermordet. An Ausschreitungen gegen Juden haben sich die Grombacher Bürger nicht beteiligt, wie generell die Zustimmung zum Nationalsozialismus verhalten war. Der Ort galt noch 1933 als Hochburg der Badischen Zentrumspartei, als „schwarzes Nest“ mit „Kreuzköpfen“. Der katholische Pfarrer Karl Ziegler hatte einen großen Einfluss auf die Bevölkerung und galt als Gegner des Nationalsozialismus.
Erst der Zweite Weltkrieg, den Grombach weitgehend unbeschädigt überstand, brachte wieder ein Bevölkerungswachstum, als Flüchtlinge und Ausgebombte in den Ort strömten. 1945 wurden 747 Einwohner gezählt.

### Jüngere Vergangenheit

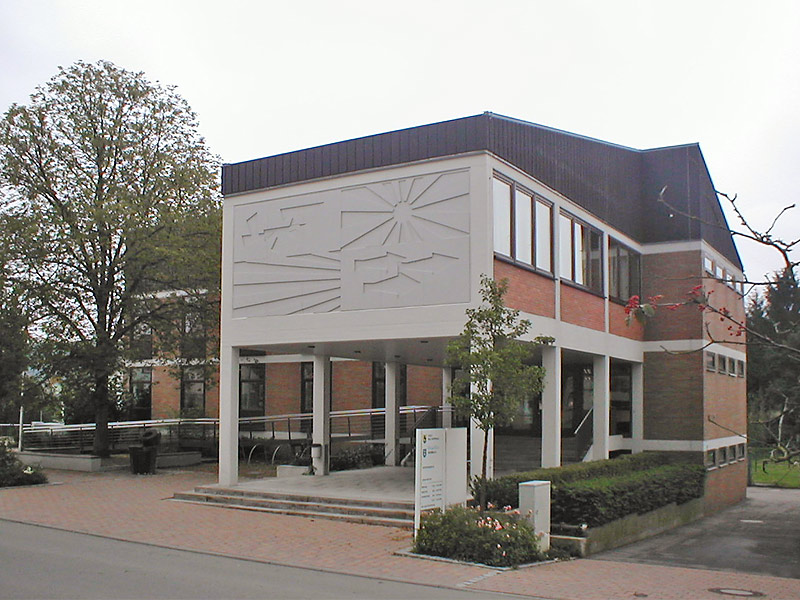
Rathaus (heute Bürgerbüro), erbaut 1963 am Platz der früheren Synagoge

Die Einwohnerzahl wuchs durch die Aufnahme von rund 280 Heimatvertriebenen nach dem Zweiten Weltkrieg nochmals sprunghaft an, so dass 1946 in Grombach über 1000 Personen lebten. In den 1950er Jahren war die Einwohnerzahl zunächst wieder rückläufig, da viele der Vertriebenen statt in den beengten Grombacher Verhältnissen anderweitig untergekommen waren. Ab den 1960er Jahren kam es dann wieder zu Zuzügen aufgrund der veränderten Erwerbsstruktur und der größeren Mobilität der Bevölkerung. 1961 wurden 866 Einwohner gezählt, seitdem stieg die Einwohnerzahl bis in die jüngste Vergangenheit kontinuierlich an.
Nachdem die Bebauung des Ortes sich bis nach dem Zweiten Weltkrieg hauptsächlich nur entlang der Ortsstraße aufgereiht hatte, erstellte die Gemeinde Grombach 1960 einen Generalbebauungsplan, der eine Ausweitung der Siedlung um großzügige Neubaugebiete nördlich und westlich des alten Ortskerns vorsah und der im Wesentlichen in den Folgejahren auch umgesetzt wurde, wenngleich man aufgrund der Entwicklung des Schulwesens auf einen im Nordosten vorgesehenen Neubau eines Schul- und Sportzentrums verzichtet hat. Gleichzeitig errichtete die Gemeinde bis 1963 ein neues Rathaus an der Stelle der Synagogenruine. Südlich des Insenbachs wurde um 1970 noch das Baugebiet am Schlossberg erschlossen.
In den 1950er und 1960er Jahren gelang auch die Ansiedlung von Industriebetrieben im Ort. Das Elektro-Unternehmen Danner, das 1957 seinen Betrieb aufnahm, war der erste Industriebetrieb am Ort mit mehr als 10 Beschäftigten. Ihm folgten der Rollladenbauer Diringer 1963 und die Holzwarenfabrik Grimm 1964. In den westlich und östlich des Ortskerns gelegenen Industriegebieten haben sich bis heute noch einige weitere Betriebe angesiedelt.
Im Vorfeld der Gemeinde- und Kreisreform der frühen 1970er Jahre war zunächst die Eingliederung von Grombach nach Kirchardt im Gespräch, und es lag bereits ein Vereinbarungsentwurf des Regierungspräsidiums vor. Bei mehreren Verhandlungen kam es jedoch zu strittigen Punkten, und schließlich stimmte die Mehrheit der Teilnehmer einer Bürgerbefragung am 5. Dezember 1971 für den Anschluss an Bad Rappenau, der zum 1. Januar 1973 vollzogen wurde. Bei der Eingemeindung nach Bad Rappenau hatte Grombach 1015 Einwohner, diese Zahl hat sich bis heute auf rund 1200 Einwohner erhöht. Der Ortskern wurde 2002/2003 großflächig saniert. Ende 2021 lebten in dem Ort 1292 Einwohner.

## Wappen
| Wappen von Grombach | Blasonierung: „In Blau ein weißes dreiblättriges Kleeblatt mit Stiel, darüber ein silberner Halbmond mit Gesicht, unten beseitet von je einem goldenen Stern.“ |
| Wappen von Grombach | |

## Sehenswürdigkeiten

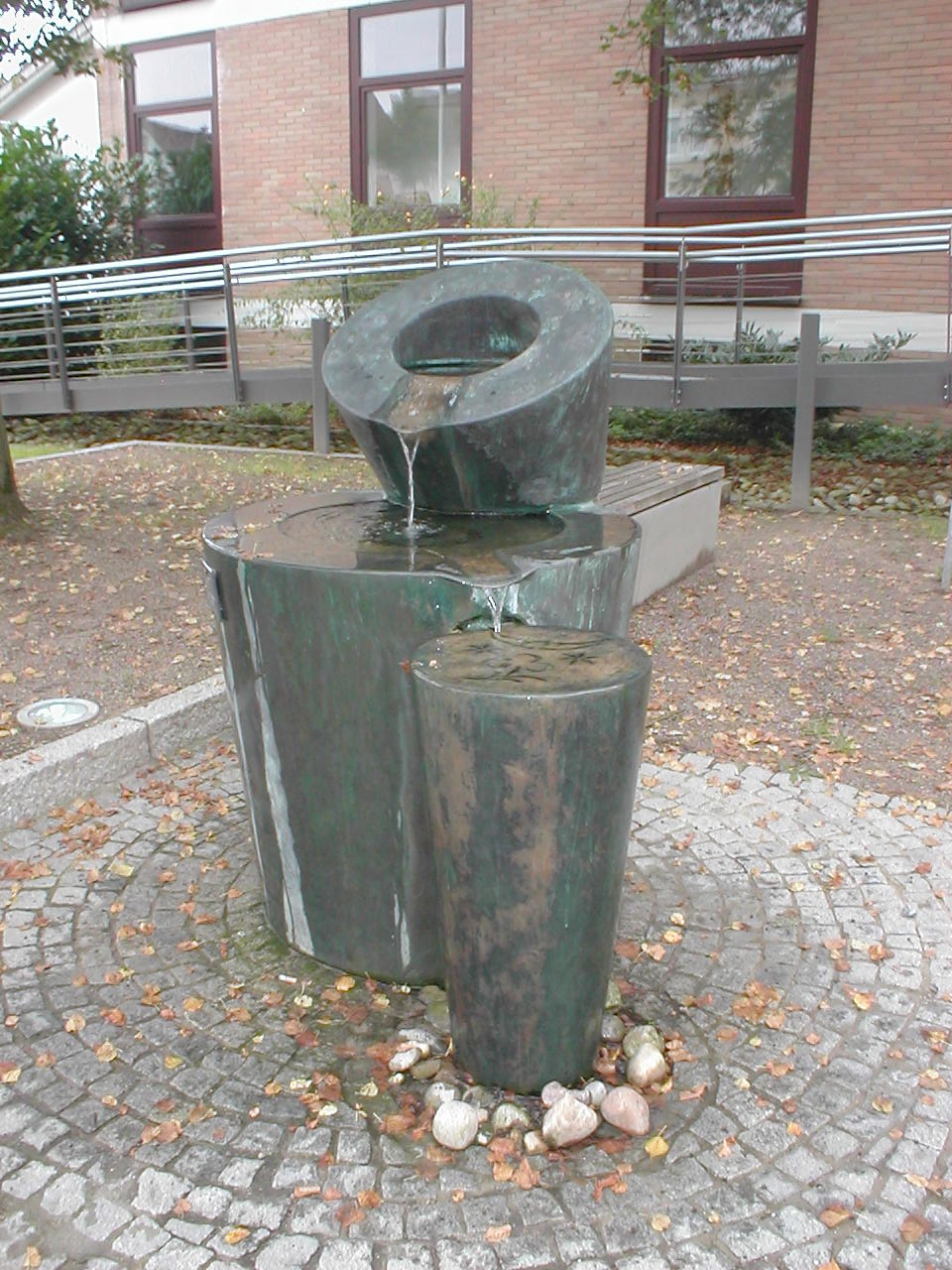
Neuer Dorfbrunnen beim Bürgerbüro

- Schloss Grombach, durch Umbauten entstanden aus einer möglicherweise schon im 13. Jahrhundert bestehenden Wasserburg. Der runde Wehrturm, der über eine Mantelmauer mit dem Hauptgebäude verbunden ist, geht noch auf die alte Burganlage zurück, die 1504 schwer beschädigt wurde. Das im Kern noch gotische Hauptgebäude wurde 1544 um den achteckigen Treppenturm ergänzt. Das nicht zu allen Zeiten bewohnte Schloss ist später mehrfach verfallen und wiederhergestellt worden. Westlich an das Schloss schließen sich mehrere historische Wirtschaftsgebäude an. Das Schloss wurde zuletzt in der Mitte des 19. Jahrhunderts von der Ortsherrschaft bewohnt, später wohnte darin der Venningensche Rentamtmann, nach dem Zweiten Weltkrieg Flüchtlinge. Heute ist noch ein Teil des Schlosses bewohnt.

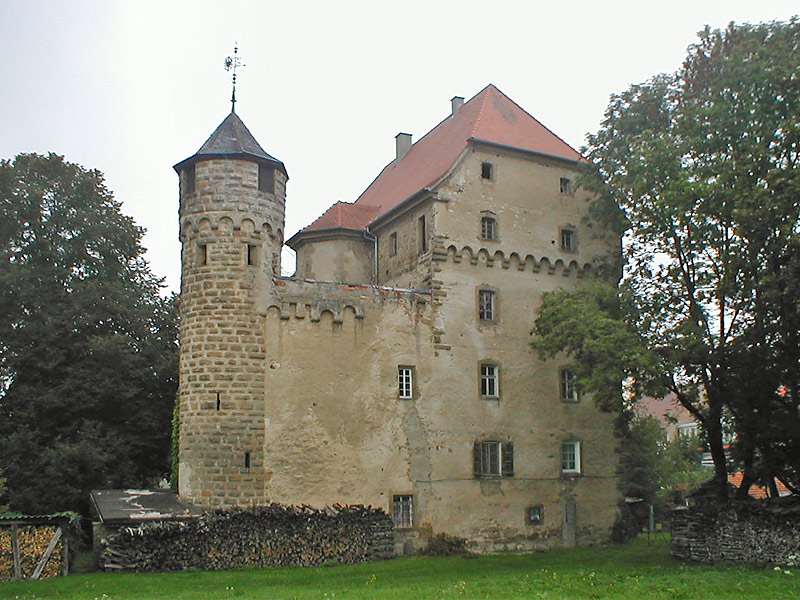
Schloss Grombach
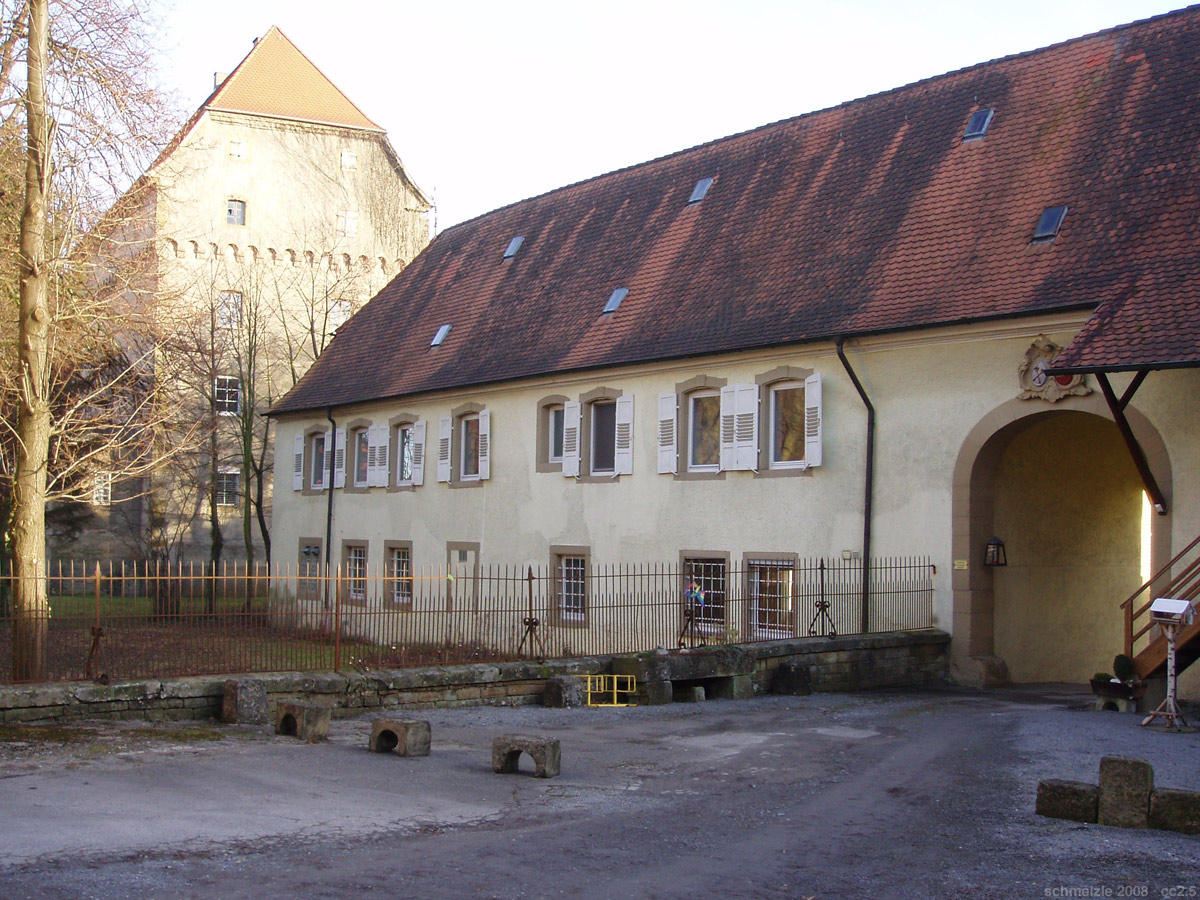
Wirtschaftshof des Schlosses
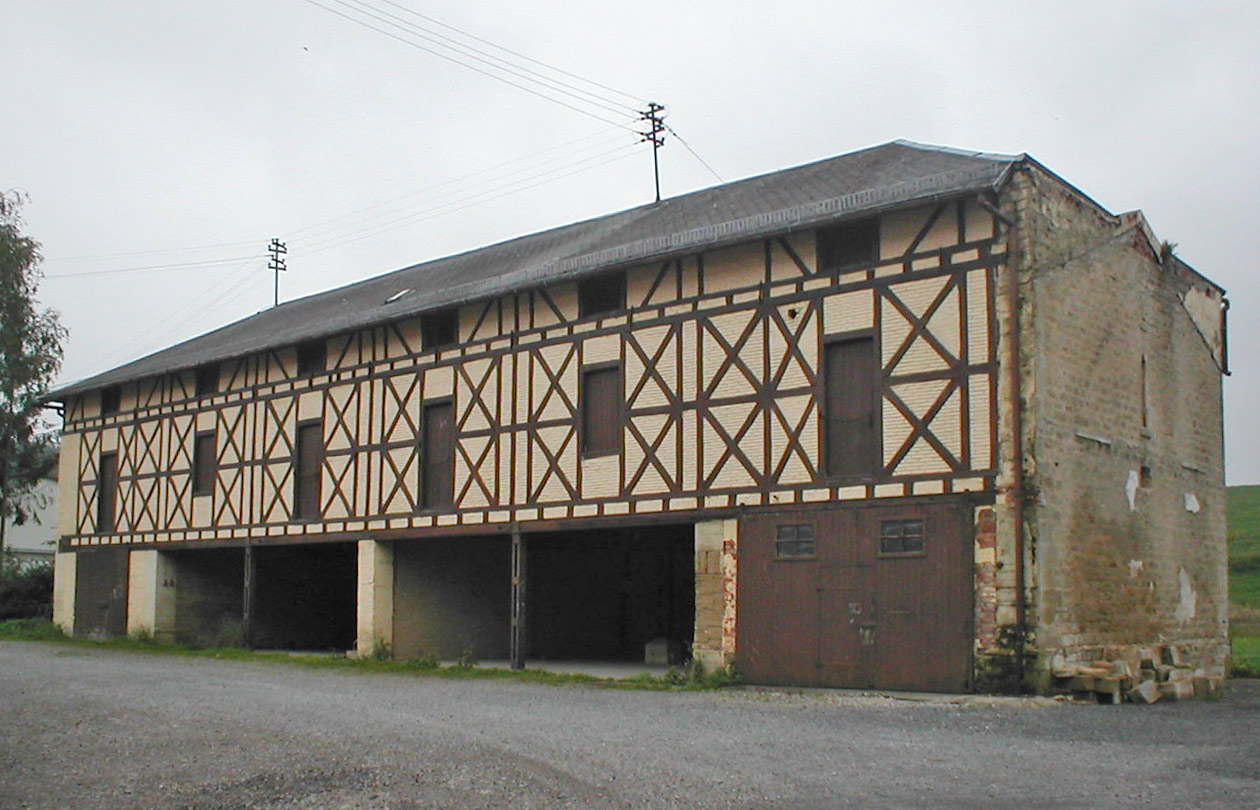
Wirtschaftsgebäude beim Schloss

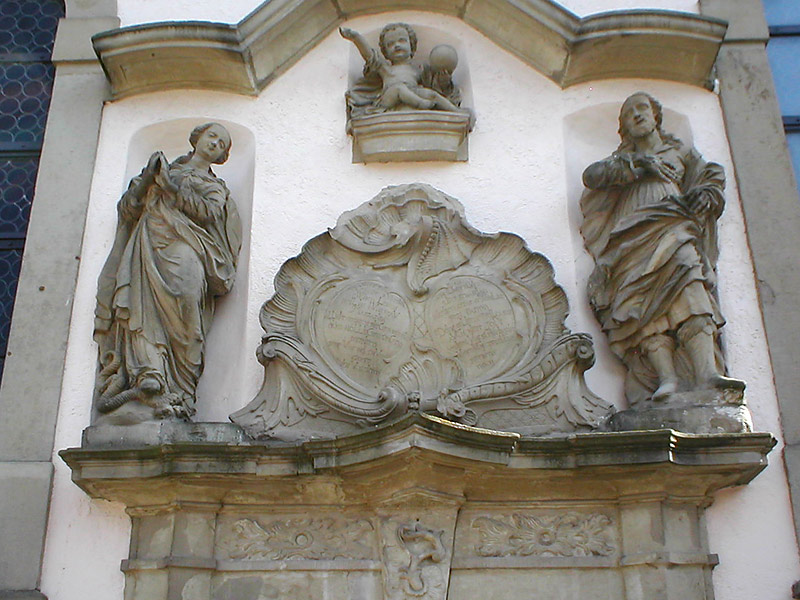
Portalschmuck der kath. Kirche

- Die katholische Kirche St. Margaretha am östlichen Ende des alten Ortskerns geht auf die ursprüngliche, seit dem 13. Jahrhundert belegte Kirche des Ortes zurück, die zur Zeit der Reformation evangelisch geworden, durch den Wechsel zur katholischen Ortsherrschaft während des Dreißigjährigen Krieges dann aber später als katholische Kirche diente. Die 1759 durch den Grombacher Schultheißen und Baumeister Johann Peter Moll erneuerte Kirche wurde bis zum Bau der evangelischen Kirche 1787 als Simultankirche genutzt und hat eine barocke Innenausstattung. Nahe der Kirche ist auch das historische Pfarrhaus von 1754 erhalten.
- Die Evangelische Kirche am westlichen Rand des Ortskerns wurde 1787 durch den Grombacher Schultheißen und Baumeister Franz-Joseph Remlinger vollendet. Die Kirche ist kleiner als die katholische Kirche, da trotz der Wiederansiedlung lutherischer Familien seit Beginn des 18. Jahrhunderts diese zum Zeitpunkt des Kirchenbaus nur eine kleine Minderheit unter den Einwohnern Grombachs ausmachten. Zu den Kunstschätzen der Kirche zählen eine Glocke aus dem 14. Jahrhundert sowie Reste einer Overmann-Orgel aus den 1830er Jahren. Die Kirche wurde von 1975 bis 1984 innen und außen renoviert. Nördlich der Kirche liegt der etwa zeitgleich angelegte Grombacher Friedhof.

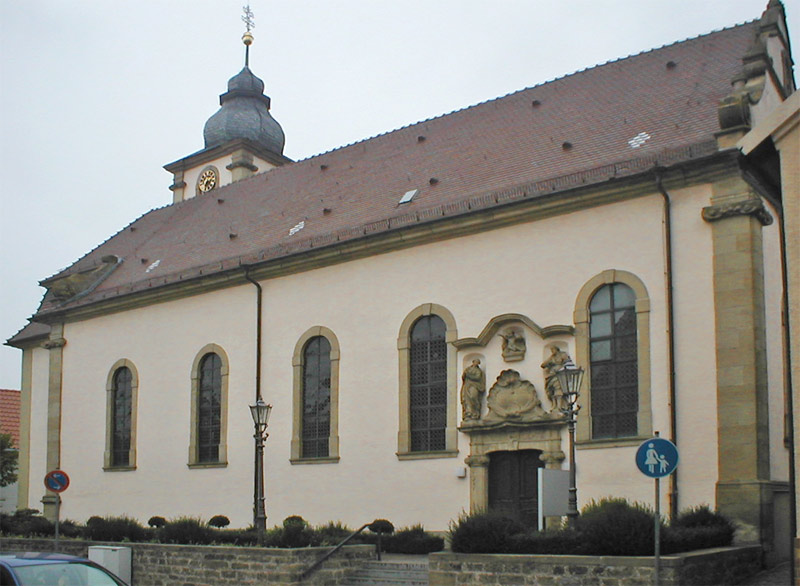
Kath. Kirche von 1759
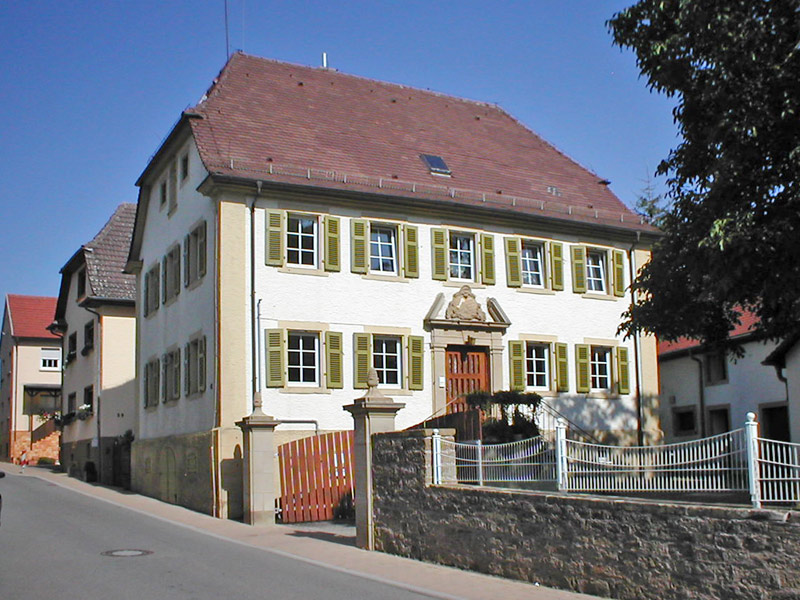
Kath. Pfarrhaus von 1754
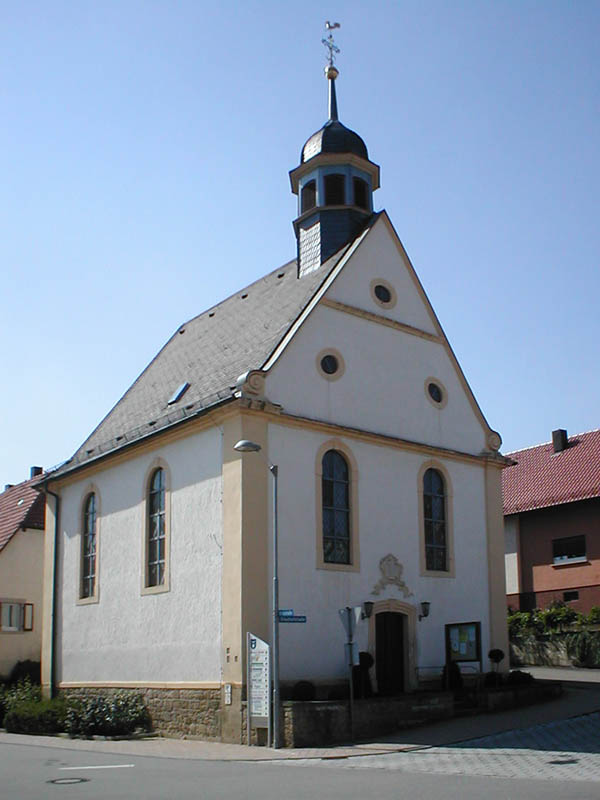
Ev. Kirche von 1787

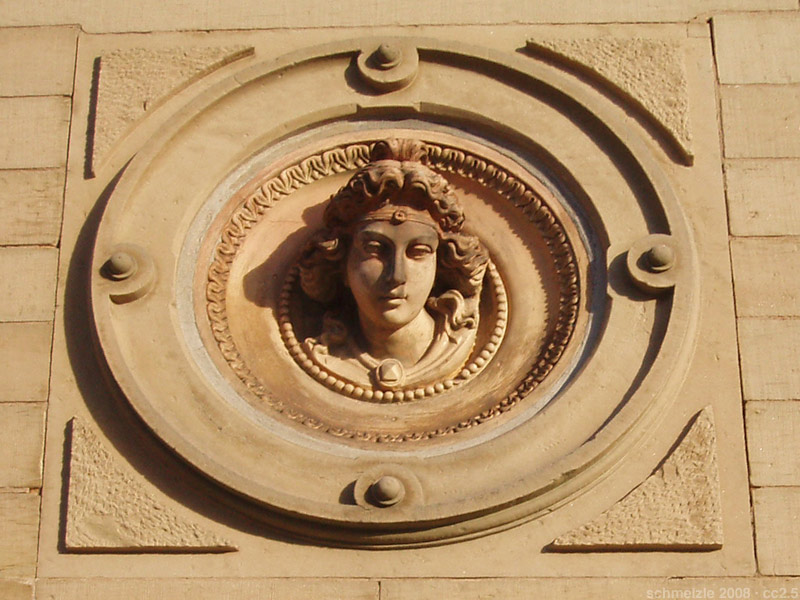
Fassadenschmuck am Schulhaus

- Im Ortskern sind neben historischen öffentlichen Gebäuden wie dem Alten Rathaus, dem Schulhaus von 1889 und dem alten Backhaus mehrere historische Gastwirtschaften wie der Gasthof „Zur Goldenen Krone“ oder der Gasthof „Zum Roten Ochsen“ sowie zahlreiche private historische Anwesen erhalten.
- Beim Rathaus (heute Bürgerbüro) befindet sich der Ortsbrunnen, der aus zwei stilisierten Kaffeetassen besteht und sich auf den Utznamen der Grombacher bezieht: „Kaffeesatz“. Woher dieser Name rührt, kann nur noch vermutet werden. Er ist wohl eine Ableitung aus Kaffeeersatz und spielt damit auf den in ärmeren ländlichen Gegenden häufig getrunkenen Muckefuck aus Zichorien an, die auch von Grombacher Bauern angebaut wurden.
- Außerhalb Grombachs befand sich bis zur Flurbereinigung nach 1967 an der alten Landstraße nach Ehrstädt ein Sühnekreuz, das an einen Geschwistermord unter Landsknechten erinnern sollte. Auf dieses Kreuz nimmt der Flurname Am Grombacher Kreuz auf Gemarkung von Ehrstädt Bezug. Mehrere Hochkreuze und Heiligenfiguren im Ort künden außerdem von der einstigen großen Volksfrömmigkeit.

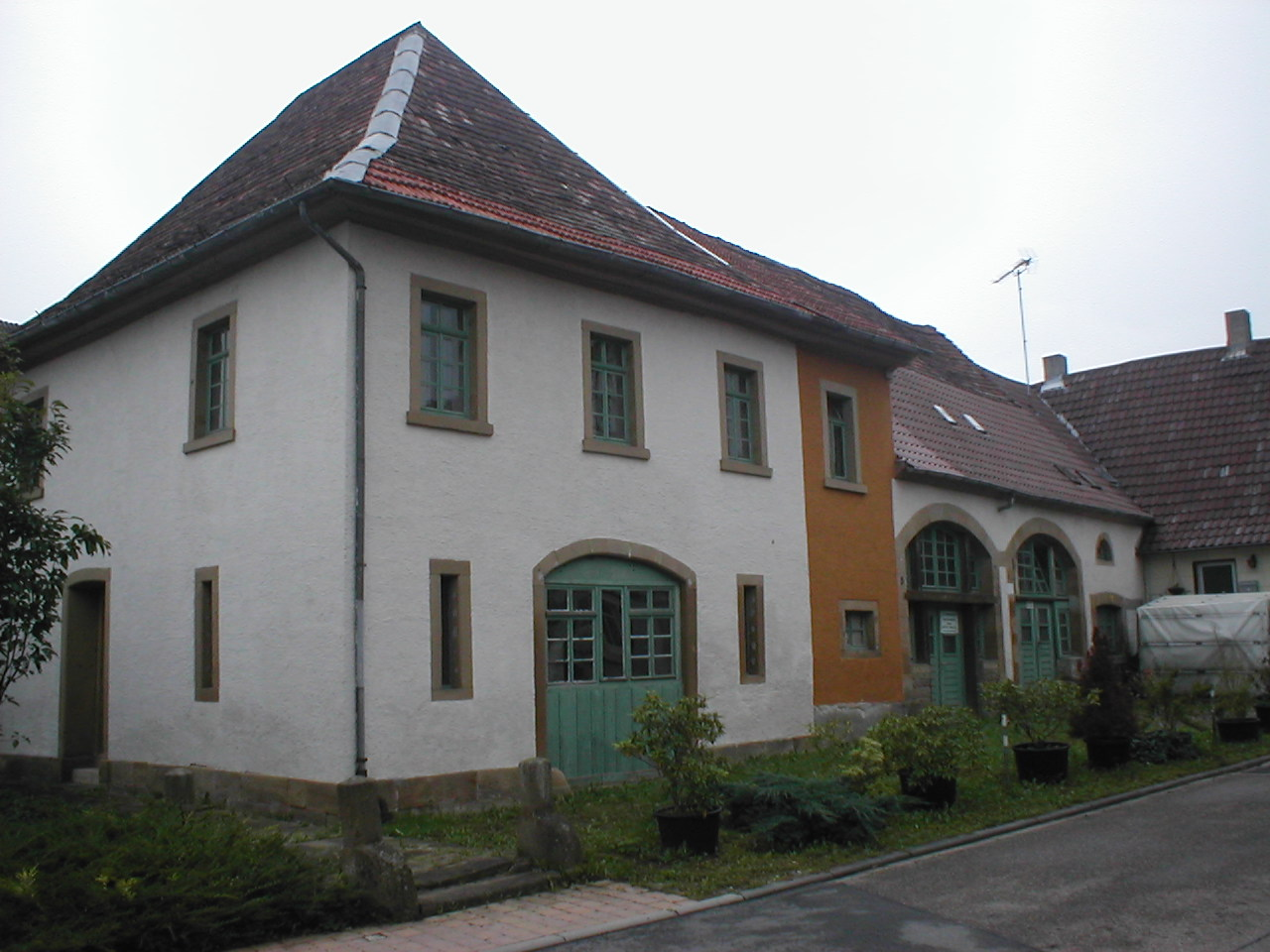
Altes Rathaus
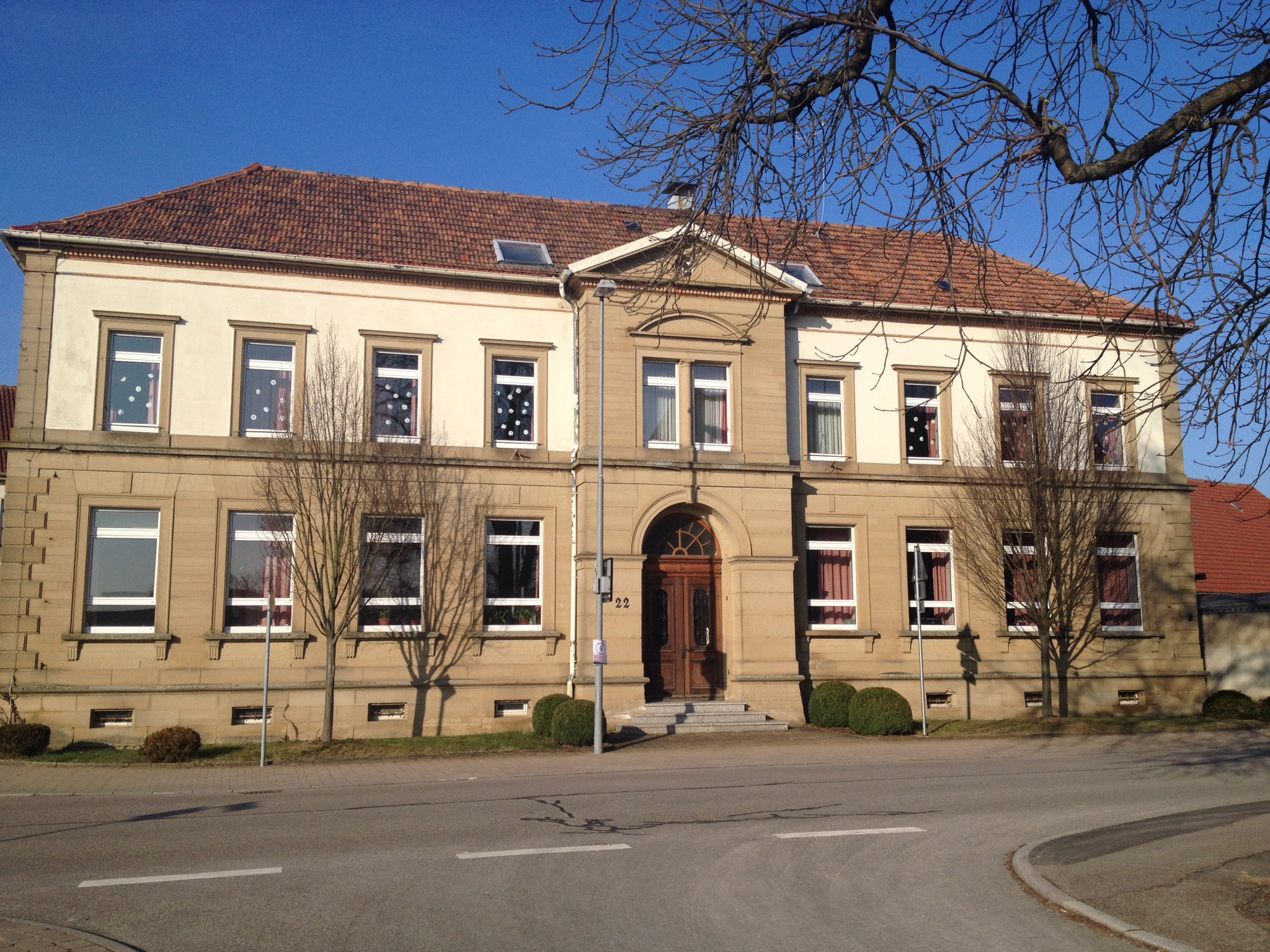
Schulhaus
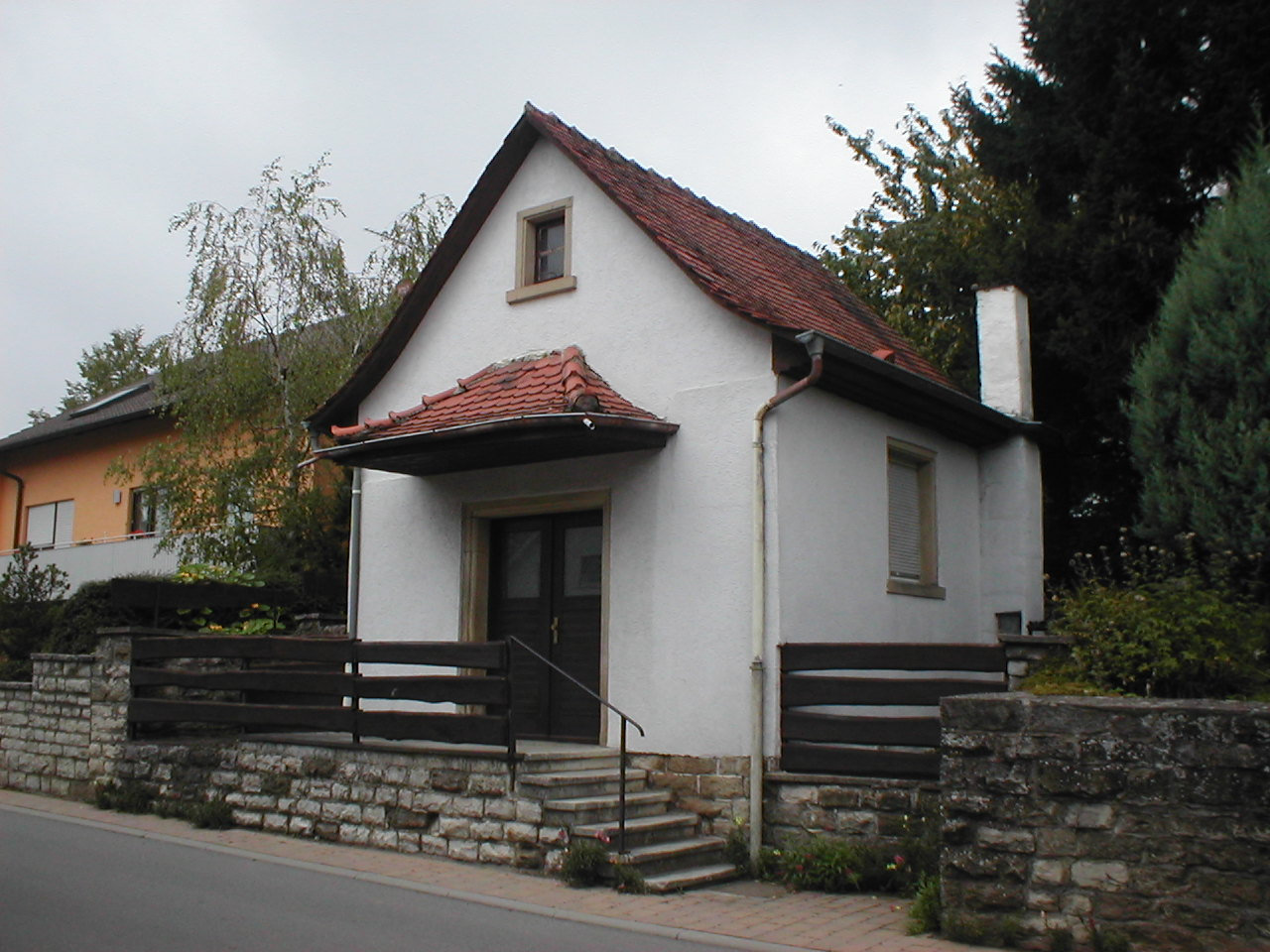
Altes Milchhäusle (Milchsammelstelle)

## Persönlichkeiten
- Stephan von Venningen († 1530), erwarb Grombach 1498
- Johann von Werth (1591–1652), Ortsherr in Grombach von 1642 bis zu seinem Tod
- Alt Lena in Grombach 1615 am Schlenkertsgalgen hingerichtete Hexe, die bereits 1614 den Beischlaf und die Buhlschaft mit dem Teufel gestand[8][9]
- Johann Peter Moll (1703–1767), Baumeister und Schultheiß in Grombach
- Carl Philipp von Venningen (1728–1797), einte den gesamten Venningschen Besitz auf sich
- Franz-Joseph Remlinger (1733–1788), Baumeister und Schultheiß in Grombach
- Ferdinand Bajer (1780–1852), badischer Forstbeamter, geboren in Grombach
- Jane Elizabeth Digby (1807–1881), englische Adlige, Gattin des Grombacher Schlossherrn Karl Theodor von Venningen-Ullner
- Alexander Stein (1843–1914), Ritterkreuzträger und Ehrenrabbiner von Worms, geboren in Grombach
- Friedrich Bauer (1869–1938), Politiker, Mitbegründer der USPD in Bayern, geboren in Grombach
- Georg Theodor Bauer (1873–1933), Politiker, geboren in Grombach
- Pirmina Fleck (1894–1966), Missionarin, geboren in Grombach
- Pirmin Fleck (1897–1957), Missionar, geboren in Grombach
- Friedrich Hemmer (1903–1993), Pfarrer, Ehrenbürger von Külsheim, geboren in Grombach
- Bonaventura Breunig (1905–1979), Missionar, geboren in Grombach
- Rudolf Fleck (1924–1999), Künstler, geboren in Grombach

### Grombacher Schultheißen
um 1565  Endlich, Hans
um 1615  Bloß, Dietrich
um 1650  Laub, Christoph
um 1670  Laub, Wilhelm Caspar
um 1730  Bayer, Johann Peter
um 1735  Carl, Matthias
um 1750  Moll, Johann Peter
um 1770  Schilling, Johann
um 1772  Laub, Josef
um 1772  Farrenkopf, Jacob
um 1780  Remlinger, Franz Josef
um 1790  Baumann, Friedrich

(Quelle:)

### Grombacher Vögte
1806-1811  Henrich, Lorenz (Laurentius)
1811-1818  Dick, Johann Georg Philipp
1829-1826  Hemmer, Johann Adam Wilhelm
1826-1831  Barth, Johann Michael
ab 1831      Müller, Georg Michael

(Quelle:)

### Grombacher Bürgermeister
bis 1836     Müller, Georg Michael
1837/1838  kein Bürgermeister, stellvertretend verwaltet durch Gemeinderäte: Louis Apiarius, Jakob Breunig, Bernhard Eckert, Peter Gruber, Jakob Hemmer
1838-1845  Breunig, Johann Jakob
1845-1861  Hemmer, Jakob
1861-1876  Utzmann, Georg
1876-1894  Barth, Wendelin
1894-1903  Breunig, Heinrich
1903-1907  Fleck, Valentin
1907-1919  Vowinkel, Engelbert
1919-1922  Appenzeller, Josef
1922-1931  Dick, Jakob
1931-1945  Utzmann, Fridolin
1945-1972  Dick, Anton
Eingemeindung nach Bad Rappenau, Anton Dick wurde Ortsvorsteher.